# Frans Hogenbirk
Franciscus Hogenbirk (Groningen, 18 maart 1918 - Haren, 13 september 1998) was een Nederlands voetballer en voetbaltrainer.

## Clubcarrière
Hogenbirk speelde als middenvelder bij Be Quick. Hij debuteerde op 2 december 1934 in de uitwedstrijd tegen Sneek en speelde zijn allerlaatste wedstrijd op 9 januari 1949 thuis tegen GVAV. Hogenbirk was een groot talent en veroverde dan ook snel een vaste plek in de basis. Hij verkreeg landelijke bekendheid met zijn enorme inworpen. In zijn tweede seizoen veroverde Be Quick voor het eerst sinds 1926 weer het noordelijk kampioenschap. Ook de daaropvolgende twee seizoenen was het kampioenschap van het noorden een prooi voor de withemden.
Het seizoen 1939/1940 ging grotendeels aan Hogenbirk voorbij. In verband met de algehele mobilisatie kon hij regelmatig niet meedoen. Dat gold voor meerdere ploeggenoten en Be Quick eindigde dan ook stijf onderaan. Het seizoen erop was Be Quick echter weer compleet, hetgeen resulteerde in het 18e noordelijk kampioenschap. Na de oorlog heeft Hogenbirk nog de eerste wedstrijd van het seizoen 45/46 gespeeld waarin hij geblesseerd raakte aan zijn knie. In de seizoenen 47/48 en 48/49 maakte hij nog een korte come-back. Daarna was zijn voetbalcarrière definitief voorbij.

## Vertegenwoordigend voetbal
Hogenbirk kwam al snel in aanmerking voor vertegenwoordigend voetbal. Op 24 mei 1936 maakt hij reeds zijn debuut in het noordelijk elftal. Een vanwege het niet beschikbaar zijn van spelers van Velocitas verzwakt elftal leed in Bremen een recordnederlaag van 10–1 tegen Noord-Duitsland. Uiteindelijk heeft Hogenbirk zes semi-interlands tegen Noord-Duitsland gespeeld.
Hij speelde op 27 februari 1938 een jeugdinterland tegen België (7-3).
Hogenbirk maakte tevens deel uit van de selectie van het Nederlands voetbalelftal voor het wereldkampioenschap voetbal in 1938 in Frankrijk maar kwam nooit in actie voor Oranje. Hij was officieel selectielid, maar dan wel als zogeheten "thuisblijvend reserve". Hij is dan ook niet naar Frankrijk afgereisd, in tegenstelling tot zijn clubgenoot Henk Plenter.

## Trainer
Hij slaagde in 1950 als kandidaat-oefenmeester van de KNVB en ging aan de slag als jeugdtrainer van Be Quick. Het bestuur zette in december 1952 trainer Jan Lodensteyn op non-actief waarna Hogenbirk de taak als hoofdcoach overnam.
Arie de Vroet werd voor het seizoen 1953/54 als nieuwe trainer aangesteld en Hogenbirk kon zich weer volledig richten op de jeugd van Be Quick.
Hij verliet de club in 1954 om trainer te worden bij Haren. Een jaar later ging hij aan de slag bij Noordster in Oude Pekela. In november 1955 deed Be Quick weer een beroep op hem omdat De Vroet tussentijds was vertrokken. Hij trainde tot aan het einde van dat seizoen zowel Be Quick als Noordster.
Hij keerde in 1958 terug bij Haren waar hij zijn vijfde seizoen niet zou voltooien. Hij stapte in november 1962 op.
Hij stopte als trainer maar kwam in maart 1963 nog even terug bij Be Quick als coach naast trainer Gerrit Vreken.

## Palmares
| regionaal                |    |                        |
| Kampioen van het noorden | 4x | 1936, 1937, 1938, 1941 |

Wim Anderiesen · 
Dick Been · 
Bertus Caldenhove · 
Bertus de Harder ·
Puck van Heel · 
Adri van Male · 
Niek Michel ·
Bas Paauwe ·
René Pijpers ·
Henk Plenter · 
Kick Smit ·
Henk van Spaandonck ·
Frans van der Veen · 
Leen Vente · 
Mauk Weber · 
Frank Wels ·
Arie de Winter · 
Coach: Bob Glendenning

Reserves in Nederland: Piet de Boer · Daaf Drok ·  Frans Hogenbirk · Klaas Ooms · Piet Punt 